# Moate
Moate (irisch An Móta) ist eine Kleinstadt mit 3013 Einwohnern (Zensus 2022) im Südwesten der Grafschaft Westmeath in der Republik Irland.

## Geschichte

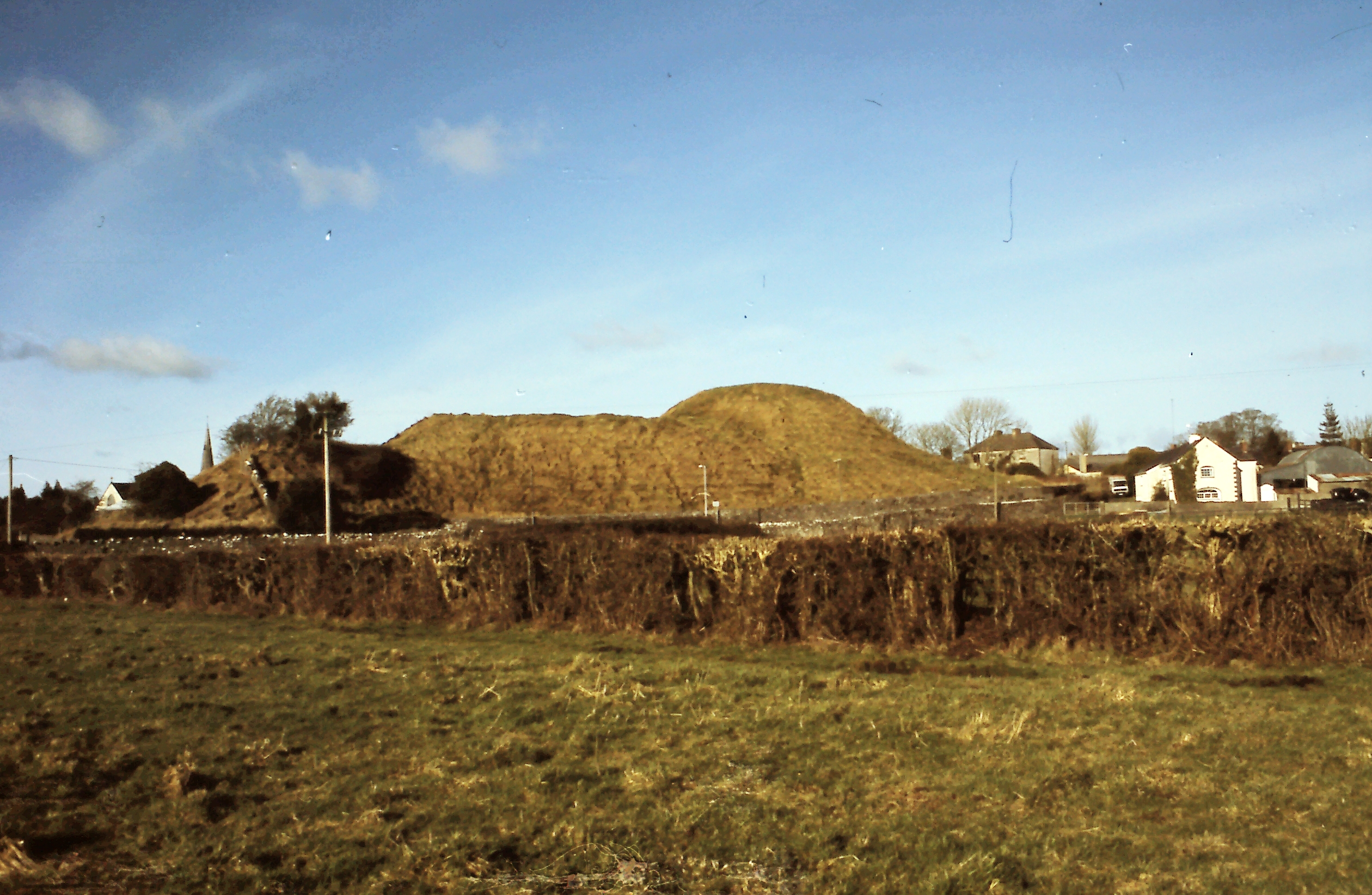
Motte und Bailey in Moate

Nach der anglonormannischen Eroberung Irlands ab 1169 errichteten diese zunächst als erste Befestigungen Erdburgen, Mottes genannt, teilweise mit einer Vorburg (Bailey). Eine solche befindet sich noch heute in dem Ort, der irische Name dafür ist móta, was den Ortsnamen erklärt.

## Geographie

### Lage und Verkehr
Moate liegt im Zentrum der irischen Insel in der zentralirischen Ebene. In südlicher bis östlicher Richtung grenzt der Ort an die Grafschaft Offaly. Die nächsten größeren Städte sind Athlone, etwa 14 km westlich, Tullamore, die Hauptstadt von Offaly, etwa 21 km südöstlich und Mullingar ca. 29 km nordöstlich. Die Hauptstadt Dublin ist etwa 100 km entfernt.
Direkt durch Moate verläuft von West nach Ost die Regionalstraße R446. Bis zur Fertigstellung der Autobahn M6, die die Stadt südlich umfährt, entsprach sie der Nationalstraße N6, die danach zu einer Regionalstraße herabgestuft wurde. Die ehemalige N6 und jetzt die M6 ist die Hauptverkehrsachse zwischen Galway  und Dublin. Da die N6 jedoch nur unzureichend für den überregionalen Verkehr ausgelegt war, kam es innerhalb der Ortschaft regelmäßig zu langen Staus. Mit der M6 wurde dieses Problem jedoch behoben. Die Anschlussstellen 6 und 7 sind etwa drei bzw. fünf Kilometer vom Ortskern entfernt.
Die Überlandstraße N80 beginnt in Moate und führt über Tullamore weiter nach Südosten.
Bis 1987 verfügte Moate durch die Eisenbahnstrecke von Dublins Bahnhof Connolly Station über  Mullingar nach Athlone und weiter nach Galway über einen Bahnanschluss. Der Abschnitt zählte zum Netz der Midland Great Western Railway und wurde 1855 eröffnet. Die Schließung der Strecke für jeglichen Verkehr erfolgte aufgrund sinkender Fahrgastzahlen. Die über Jahrzehnte hinweg brach liegende Strecke wurde im Oktober 2015 in Form des 40 km langen Radweges Old Rail Trail wieder dem Verkehr zugänglich gemacht. Er ist Bestandteil des Dublin-Galway Greenway und damit auch des europäischen Radfernweges EuroVelo EV2.

### Umgebung
|                 | Ballymore (11 km)                           | Castletown Geoghegan (17 km) Mullingar (29 km) |
| Athlone (14 km) | Kompassrose, die auf Nachbargemeinden zeigt | Kilbeggan (15 km)                              |
|                 | Ferbane (15 km)                             | Clara (9,5 km) Tullamore (21 km)               |

## Sehenswürdigkeiten
- Dún na Sí Amenity & Heritage Park[6] – Ein Park, der Informationen und Aktivitäten über die irische Kultur anbietet.

## Persönlichkeiten
- Lorcan Robbins (1884–1939), Politiker